# Rurstraße (Düren)

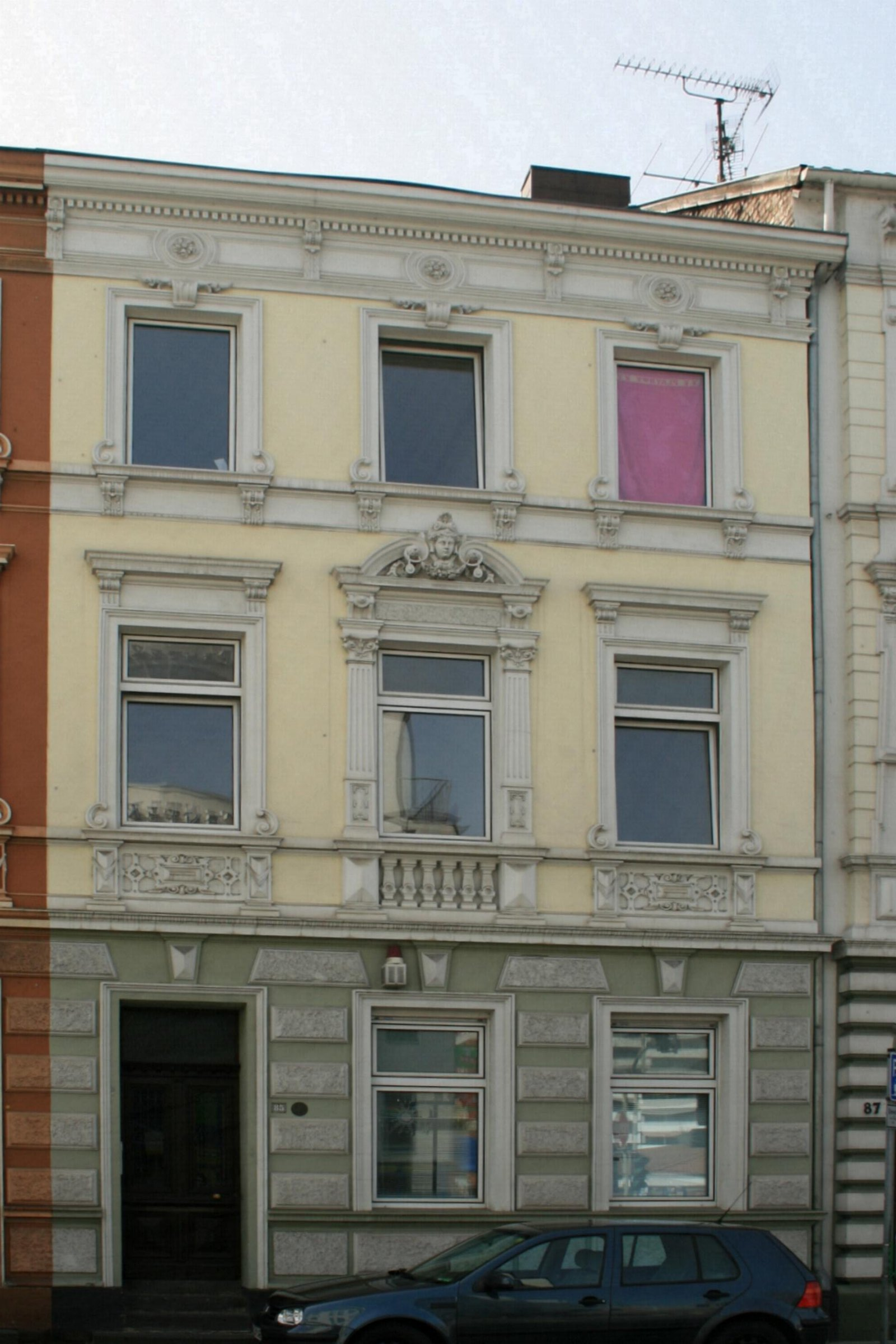
Das Wohnhaus Rurstraße 85

Die Rurstraße in Düren, Nordrhein-Westfalen, ist eine Innerortsstraße.
Die Rurstraße beginnt gegenüber dem Annakirmesplatz in der Aachener Straße, kreuzt die Tivolistraße, unterquert die Bahnlinie Köln-Aachen und endet in Düren-Nord an der Einmündung in die Paradiesstraße.
In der Rurstraße steht das denkmalgeschützte Wohnhaus Rurstraße 85. Es ist unter Nr. 1/139 in die Liste der Baudenkmäler in Düren eingetragen. Die Rentnerwohnungen im Haus Rurstraße 37–39 wurden 1959/60 aus den Mitteln einer Stiftung erbaut. Sie geht auf die Eheleute Arnold und Adele Schoeller zurück, zu deren Erinnerung die an diesem Haus angebrachte Tafel gedacht ist (Siehe Plaketten und Denkmäler an Häusern in Düren#Rurstraße 37–39).
Die Rur hatte, wie im 1634 von Wenzel Hollar gezeichneten Stadtplan ersichtlich ist, mehrere Nebenläufe. Einer davon lief dort, wo die heutige Rurstraße verläuft. Vom 6. April 1933 bis 1945 hieß die Straße Horst-Wessel-Straße, benannt nach Horst Wessel, einem SA-Sturmführer, der das Horst-Wessel-Lied, die Parteihymne der NSDAP, textete.
An der Ecke Tivolistraße stand das Gut „Kleintivoli“, nach dem die Tivolistraße benannt ist.